# 連鰭杜父魚
連鰭杜父魚，為輻鰭魚綱鮋形目杜父魚亞目杜父魚科的其中一種，為溫帶海水魚，分布於東太平洋阿拉斯加至美國加州海域，體長可達7公分，棲息在海藻生長的底層水域，生活習性不明。